# Recceswinth nyugati gót király

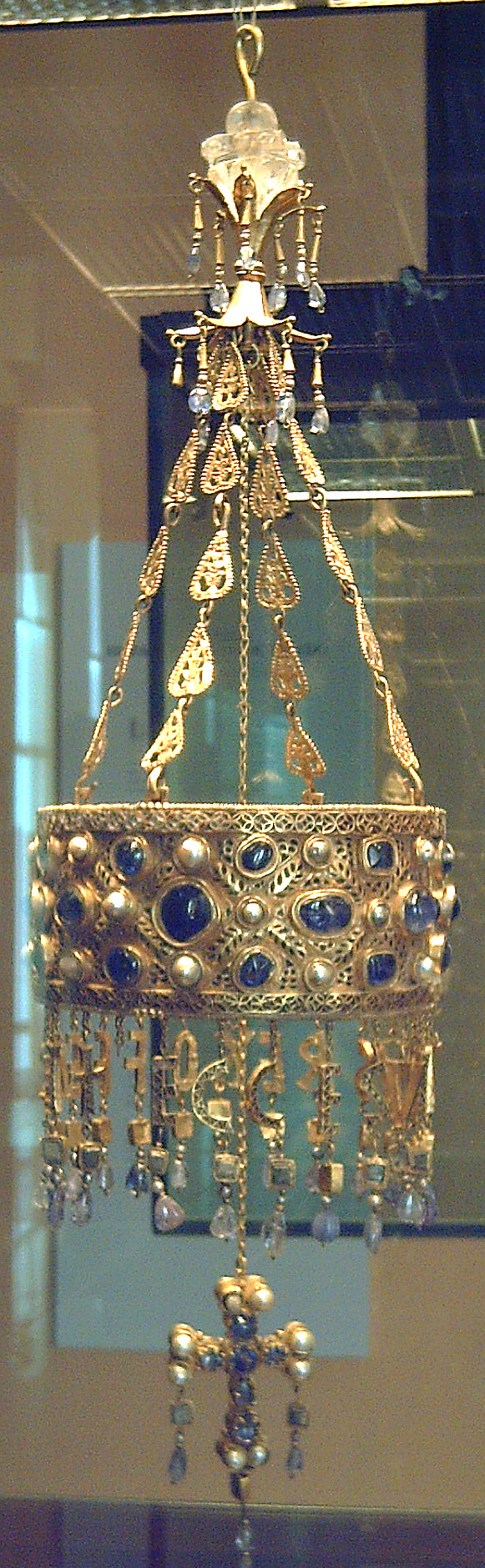
Recceswinth fogadalmi koronája

Recceswinth, más írásmóddal Reccesuinth, Recisvinth (? – 672. szeptember 1.) nyugati gót társkirály 649-től, király 653-tól haláláig. Kiadta a Lex Visigothorumot, amely megteremtette a gótok és a rómaiak egyenlőségét. Uralma alatt felbomlott a szövetség a király és az egyház között, az egyházi és világi nagybirtokok közeledése pedig a királyi hatalom gyöngüléséhez vezetett.
Chindaswinth király fiaként született, és 649-ben édesapja maga mellé vette társkirálynak. Ez, úgy látszik, minden forradalom nélkül ment végbe; csak az agg király halála után keltek föl a baszkok, de ezeket sikerült lecsendesíteni. Recceswinth jelleme a szelídség volt; ellenségeinek megbocsátott s az adózó nép terhein könnyíteni törekedett. Őalatta váltak az egyházi összejövetelek formális országgyűlésekké; a nyolcadik toledói zsinaton már nemcsak a papság, hanem a nemesség is részt vett. Ettől fogva a zsinati határozatok a frank capitulárék jellegét öltötték magukra. A király nyitotta meg az ülést s tette meg az előterjesztéseket, melyeket azután megvitattak s határozatokká emeltek. A királyválasztás joga a nemességet, a püspököket és az udvarnagyokat illette meg. Az uralkodónak kötelességévé tették, hogy a katolikus vallást a zsidók és eretnekek ellenében védje meg, s uralkodása előtt esküt tegyen. Ezenkívül még három zsinatot tartottak az ő idejében. Általában Recceswinth inkább a béke műveire s célszerű törvények alkotására fordította minden igyekezetét.

## Törvénykönyve
Recceswinth édesapjával együtt adta ki törvénykönyvét, a Lex Visigothorumot, a gótok első, rendszeres törvénykönyvét. A Lex Visigothorum alapja I. Justinianus kódexe, a mű azonban meg sem nevezi a görög császárt, hogy a paragrafusokkal együtt el ne ismerje valamiképpen hatalmát, sőt szigorúan eltiltotta a római törvényekre való hivatkozást. A bíráknak olyan esetekre nézve, amikről a nyugati gótok törvénykönyve hallgatott, a király döntését kellett kikérniük, vagyis a király lett a jog forrása. A rómaiak mégis joguk és műveltségük győzelme gyanánt becsülték a Lexet, amely a gótokkal teljesen egyenlő jogokat adott nekik. Például végképp megengedte a rómaiak és a gótok között való – nemzetiségi tekintetben vegyes – házasságot, az egyház áldásán kívül azonban az állam képviselőjének, a comesnek beleegyezését is megkívánta hozzá. (Idővel ezek a polgári házasságok olvasztották egybe a két nemzetet.) A törvénykönyvet a spanyolok még a muszlim uralom idején is használtak. Mindazáltal e kitűnő törvények a trónöröklés kérdését nem oldották meg s Recceswinth húsz évig tartó, nyugalmas uralkodás után a legnagyobb bizonytalanságban hagyta az országot.